# Eleições estaduais no Maranhão em 1950
As eleições estaduais no Maranhão em 1950 ocorreram em 3 de outubro como parte das eleições gerais no Distrito Federal, em 20 estados e nos territórios federais do Acre, Amapá, Rondônia e Roraima. Neste dia os maranhenses elegeram o governador Eugênio de Barros, o vice-governador Renato Archer, o senador Antônio Bayma, nove deputados federais e trinta e seis deputados estaduais numa jornada favorável ao vitorinismo..
Antes que a Justiça Eleitoral decidisse em prol de Eugênio de Barros, seu opositor, Saturnino Bello, foi aclamado vencedor pelas urnas, todavia denúncias de fraude levaram a uma "depuração" de seus votos até que o rival o superasse. Antigo interventor federal e vice-governador em fim de mandato, Saturnino Bello faleceu a 16 de janeiro de 1951 vítima de derrame cerebral em meio às polêmicas que surgiram. O imbróglio político maranhense começou quando a oposição contestou a derrota nas urnas pelo que chamou de "manobra" e em razão disso manifestações na capital do estado resultaram num desagrado popular temperado por conflitos, tiroteios e mortes, exigindo a intervenção da Polícia Militar do Estado do Maranhão e do Exército Brasileiro via Décima Região Militar. O novo governador teria cinco anos de mandato a começar em 31 de janeiro de 1951, todavia uma disputa judicial fez com que o poder fosse entregue ao desembargador Traiaú Rodrigues Moreira. Empossado em 28 de fevereiro por decisão do Tribunal Superior Eleitoral, Eugênio de Barros deixou o cargo em 14 de março em prol do deputado César Aboud, presidente da Assembleia Legislativa.
Industrial e político nascido em Matões, o governador Eugênio de Barros assumiu o cargo em definitivo em 18 de setembro de 1951 ao lado do vice-governador Renato Archer, oficial da Marinha nascido em São Luís e filho do ex-governador Sebastião Archer.
Na eleição para senador a vitória foi o engenheiro Antônio Bayma. Natural de Codó e formado na Escola de Minas de Ouro Preto, ele foi diretor de Obras Públicas do Maranhão, professor de Matemática no Liceu Maranhense e diretor da Estrada de Ferro São Luís-Teresina, dentre outras funções. Seu mandato, porém, foi abreviado pela decisão de renunciar em conjunto com o suplente Newton Belo e assim permitir a eleição de Assis Chateaubriand e do suplente Públio de Melo em escrutínio suplementar.

## Resultado da eleição para governador
Os percentuais refletem o total dos votos válidos obtidos pelos candidatos segundo os votos apurados.
| Candidatos a governador do estado | Candidatos a vice-governador | Número | Coligação                                        | Votação | Percentual |
| --------------------------------- | ---------------------------- | ------ | ------------------------------------------------ | ------- | ---------- |
| Eugênio de Barros PST             | Ver abaixo -                 | -      | PST (sem coligação)                              | 74.743  | 52,45%     |
| Saturnino Bello PSD               | Ver abaixo -                 | -      | Oposições Coligadas (PSD, PR, UDN, PSP, PTB, PL) | 67.753  | 47,55%     |

## Resultado da eleição para vice-governador
Os percentuais refletem o total dos votos válidos obtidos pelos candidatos segundo os votos apurados.
| Candidatos a vice-governador | Candidatos a governador do estado | Número | Coligação                                        | Votação | Percentual |
| ---------------------------- | --------------------------------- | ------ | ------------------------------------------------ | ------- | ---------- |
| Renato Archer PST            | Ver acima -                       | -      | PST (sem coligação)                              | 74.131  | 52,22%     |
| Antenor Abreu PR             | Ver acima -                       | -      | Oposições Coligadas (PSD, PR, UDN, PSP, PTB, PL) | 67.837  | 47,78%     |

## Resultado da eleição para senador
Resultado obtido junto ao Tribunal Superior Eleitoral em seu acervo.
| Candidatos a senador da República | Primeiro suplente de senador   | Número | Coligação                                        | Votação | Percentual |
| --------------------------------- | ------------------------------ | ------ | ------------------------------------------------ | ------- | ---------- |
| Antônio Bayma PST                 | Newton Belo PST                | -      | PST (sem coligação)                              | 74.128  | 53,56%     |
| Evandro Viana PSP                 | José Ribamar Viana Pereira PSP | -      | Oposições Coligadas (PSD, PR, UDN, PSP, PTB, PL) | 64.266  | 46,44%     |

## Resultado da eleição para suplente de senador
Resultado obtido junto ao Tribunal Superior Eleitoral em seu acervo.
| Candidatos a suplente de senador | Candidatos titulares a senador | Número | Coligação                                        | Votação | Percentual |
| -------------------------------- | ------------------------------ | ------ | ------------------------------------------------ | ------- | ---------- |
| Newton Belo PST                  | Ver acima -                    | -      | PST (sem coligação)                              | 66.722  | 52,42%     |
| José Ribamar Viana Pereira PSP   | Ver acima -                    | -      | Oposições Coligadas (PSD, PR, UDN, PSP, PTB, PL) | 60.570  | 47,58%     |

## Deputados federais eleitos
São relacionados os candidatos eleitos com informações complementares da Câmara dos Deputados.
| Deputados federais eleitos | Partido | Votação | Percentual | Cidade onde nasceu | Unidade federativa |
| Paulo Ramos                | PTB     | 13.977  |            | Caxias             | Maranhão           |
| Alfredo Duailibe           | PST     | 11.352  |            | São Luís           | Maranhão           |
| Cunha Machado              | PST     | 9.394   |            | São Luís           | Maranhão           |
| Afonso Matos               | PST     | 9.378   |            | São Luís           | Maranhão           |
| José Matos                 | PST     | 8.786   |            | São Luís           | Maranhão           |
| Clodomir Millet            | PSP     | 7.934   |            | Codó               | Maranhão           |
| Benedito Lago              | PST     | 7.832   |            | Chapadinha         | Maranhão           |
| Antenor Bogéa              | UDN     | 6.577   |            | Grajaú             | Maranhão           |
| José Neiva                 | PSP     | 6.445   |            | Nova Iorque        | Maranhão           |

## Deputados estaduais eleitos
Foram eleitos 36 deputados estaduais e as bancadas foram assim distribuídas: PST 20, Oposições Coligadas 16.
| Deputados estaduais eleitos           | Partido | Votação | Percentual | Cidade onde nasceu         | Unidade federativa |
| Francisco Chagas Araújo               | PST     | 3.469   |            | São Luís                   | Maranhão           |
| Neiva Moreira                         | PSP     | 3.038   |            | Nova Iorque                | Maranhão           |
| Didácio Coelho dos Santos             | PST     | 2.675   |            | Santa Luzia                | Maranhão           |
| Teoplistes Teixeira                   | PST     | 2.643   |            | Pastos Bons                | Maranhão           |
| Raimundo Bogéa                        | PST     | 2.630   |            | Grajaú                     | Maranhão           |
| Gonçalo Moreira Lima                  | PST     | 2.622   |            | Colinas                    | Maranhão           |
| Newton Belo                           | PST     | 2.499   |            | São Bento                  | Maranhão           |
| Lister Caldas                         | PST     | 2.499   |            | Teresina                   | Piauí              |
| Paulo Rocha Matos                     | PST     | 2.381   |            | Imperatriz                 | Maranhão           |
| José Clementino Bezerra               | PSP     | 2.305   |            | Timon                      | Maranhão           |
| José Ribamar de Carvalho Lago         | PST     | 2.277   |            | Pedreiras                  | Maranhão           |
| Maurício Jansen Pereira               | OC      | 2.187   |            | São Luís                   | Maranhão           |
| César Aboud                           | PST     | 2.170   |            | Rio Branco                 | Acre               |
| João Batista Freitas Diniz            | PST     | 2.129   |            | Araioses                   | Maranhão           |
| Raimundo Nonato Corrêa de Araújo Neto | OC      | 2.122   |            | Pedreiras                  | Maranhão           |
| Jefferson Rodrigues Moreira           | PST     | 2.071   |            | Santa Quitéria do Maranhão | Maranhão           |
| José Gabriel dos Santos Neto          | PST     | 2.011   |            | Caxias                     | Maranhão           |
| José Ribamar Bayma Serra              | PST     | 2.000   |            | São Luís                   | Maranhão           |
| Florêncio Cerqueira Soares            | OC      | 1.973   |            | Paço do Lumiar             | Maranhão           |
| Nunes Freire                          | PST     | 1.953   |            | Grajaú                     | Maranhão           |
| Manoel de Oliveira Gomes              | PR      | 1.943   |            | Bacabal                    | Maranhão           |
| Djalma Tenório Brito                  | PST     | 1.934   |            | Codó                       | Maranhão           |
| José de Sousa Carvalho Branco         | PSD     | 1.917   |            | Caxias                     | Maranhão           |
| José de Sousa Marques Teixeira        | PST     | 1.909   |            | Açailândia                 | Maranhão           |
| José Maria de Carvalho                | PR      | 1.904   |            | Bacabal                    | Maranhão           |
| José da Silva Varão                   | PST     | 1.879   |            | Balsas                     | Maranhão           |
| Eusébio Martins Trinta                | PST     | 1.847   |            | Santa Inês                 | Maranhão           |
| Ivar Saldanha                         | PST     | 1.826   |            | Rosário                    | Maranhão           |
| Walter de Matos Carvalho              | OC      | 1.664   |            | Barreirinhas               | Maranhão           |
| Travassos Furtado                     | PR      | 1.610   |            | Viana                      | Maranhão           |
| Valbert Costa Pinheiro                | OC      | 1.552   |            | Barra do Corda             | Maranhão           |
| Fernando Ribamar Viana                | PSD     | 1.526   |            | Pinheiro                   | Maranhão           |
| Catão Maranhão                        | PTB     | 1.518   |            | Chapadinha                 | Maranhão           |
| Eurico da Rocha Santos                | OC      | 1.392   |            | São João dos Patos         | Maranhão           |
| Avilásio Fonseca Maranhão             | OC      | 1.373   |            | Santa Luzia                | Maranhão           |
| Petrônio Aguiar Pereira               | OC      | 1.365   |            | Buriticupu                 | Maranhão           |